# Mere Lava
Mere Lava, auch Merelava, seltener Star Peak Island, ist die südlichste und gleichsam östlichste Insel der Banks-Inseln im Norden des pazifischen Inselstaates Vanuatu. Administrativ gehört die Insel, wie alle Banks-Inseln, zur Provinz Torba.

## Geographie
Mere Lava liegt 26 km südöstlich von Mérig und 47 km südöstlich von Gaua, der größten Insel des Archipels. Die nahezu runde Vulkaninsel hat einen Durchmesser von knapp 4,5 km und weist eine Fläche von 18 km² auf. Sie wird von einem basaltischen Schichtvulkan gebildet, der im Mount Teu, auch Star Peak genannt, eine Höhe von 883 m über dem Meer erreicht. Mere Lava hat 650 Einwohner; Hauptort ist Tasmate (Tasmat) an der Westküste der Insel. Weitere Dörfer, im Uhrzeigersinn beginnend bei Tasmate sind Levatmise (Nordwesten), Lekwel (Norden), Lewtnoek (Nordosten) und Aot (Südosten, zweitgrößter Ort).
Die Bevölkerung spricht Mwerlap, eine Melanesische Sprache aus der Gruppe der Ozeanischen Sprachen. 